# 毛糸のカービィ
『毛糸のカービィ』（けいとのカービィ、英語タイトル：Kirby's Epic Yarn）は、任天堂より2010年10月14日に発売されたWii用ゲームソフトで、アメリカでは同年10月17日に、ヨーロッパでは2011年2月25日に発売。
2016年にWii Uのニンテンドーeショップでのダウンロード配信も開始された。
2019年3月7日にニンテンドー3DS版『毛糸のカービィ プラス』も発売された。

## 概要
『星のカービィシリーズ』としては初めてのWii専用ゲームソフト。据え置き型ゲーム機では『星のカービィ64』以来、10年ぶりとなる横スクロールアクションゲーム。
本作の原点は『星のカービィ』ではなく、当初フラッフ（後述）を主人公とした『毛糸のフラッフ』というタイトルで開発されていたがシナリオや難易度調整で行き詰まり、2009年夏頃に馴染みのあるキャラクターという事でカービィが主人公に採用され、ハル研究所の監修・開発協力を受けて完成された。
布地を背景にキャラクターを毛糸で描いたアニメーションをゲーム画面に落とし込んだようなアートデザインが特徴。キャラクターが毛糸、布等のキルト生地によって表現されており、線画を思わせる画風となっている。カービィや2Pのフラッフも毛糸になっており、敵は倒すとほどけるようにして消滅する。
今作では毛糸を利用した「引っかけ・巻取りアクション」で敵を倒していく。これまで、カービィの十八番としてほとんどの作品の共通アクションであった吸い込みやコピー能力、ホバリングは使われない。先述以外の基本アクションにおいても、ダッシュ時には「クルマ」、水中では「潜水艦」、降下時には「パラシュート」など、動作に合わせた様々な形態に変身する。またステージに配置されている「メタモルリング」を取ることによって得られる「メタモル能力」を使ってUFOやイルカなどになりステージを進めていく。
また今作はアクション要素に加え、ステージ上あらゆる所にある「ビーズ」を集めることなどによってのアイテム収集も遊び要素のひとつとなっている。本作では敵の攻撃を受けたり落下したりするとビーズを落としてしまうが、今作は『星のカービィ』において唯一体力の概念が存在しないため、ミス、及びゲームオーバーも存在しない。音楽では、リコーダー・鍵盤ハーモニカなどを取り入れた素朴な生演奏の楽曲が多く、終盤では過去の作品で登場した曲のアレンジ版も登場する。
デモムービーでは幕が開く演出があり、ナレーション（津賀有子が担当している）も入っているなど、絵本朗読に近いテイストでストーリーが展開されていく。
Wii U Direct Nintendo Games 2013.1.23において、本作の開発スタッフによる後継作品として『マリオシリーズ』のキャラクターであるヨッシーを主役としたWii U専用ゲーム『ヨッシー ウールワールド（初期開発タイトル：毛糸のヨッシー）』が開発されていることが発表され、2015年に発売された。
2016年8月9日より、Wii Uのニンテンドーeショップでダウンロード版の販売が開始された（Wii UのWii互換機能を応用したもの）。
ニンテンドー3DS版は、任天堂が最後に発売したニンテンドー3DS用ソフトとなっており、以下の要素が追加されている。なお、2人プレイが不可能になっている。
さいほう能力
コース内にある「さいほうのもと」を入手するとカービィがパワーアップする。
デビルモード
お邪魔キャラ「オレ・デビール」「ウチ・デビール」「ワイ・デビール」がコース内に出現する。また、カービィにライフが存在する。
サブゲーム
デデデ大王とメタナイトを操作してアイロンビーズを集めるサブゲーム「デデデでドドド」と「メタナイトスラッシュ」が収録されている。

## ストーリー
あきれ返るほど平和なプププランドの世界で暮らしているカービィ。カービィが散歩の途中で美味しそうな「トマト」を見つけ、そのトマトを吸い込もうとしたその時トマトの持ち主であるマントの男「アミーボ・アモーレ」が現れる。アミーボが止めるのも聞かずトマトはカービィの口の中に。するとアミーボの持っていた「魔法の靴下」が輝き出し、カービィは靴下の中に吸い込まれてしまった。
気がつくと、そこは全てが毛糸や布で作られた世界。そして、カービィ自身も毛糸の姿になっていた。そこに、怪物「ベロリン」に追いかけられた一人の少年が現れる。少年の名は毛糸の国の王子「フラッフ」。
カービィは助けたフラッフから、アミーボ・アモーレが世界をばらばらにしてしまったことを聞く。そしてフラッフは、大陸を再び繋げるための『魔法の毛糸』を探す旅に協力してくれないかと言った。事情を知ったカービィは、困っているフラッフを助け、見知らぬ世界に旅立つ。
たくさんのステージを冒険し、ついに全ての魔法の毛糸を手に入れ、毛糸の国が元通りになったのも束の間、今度は事件の張本人アミーボ・アモーレがプププランドを乗っ取った事をメタナイトから知り、フラッフの持っていたプププランドと毛糸の国を行き来できる「魔法の靴下」を使い、アミーボ・アモーレとの決戦に挑む。

## 登場キャラクター
カービィ（声：大本眞基子）
本作の主人公。本作では世界をバラバラにした悪者、アミーボ・アモーレの靴下に吸い込まれたせいで毛糸や布で出来た世界に連れ込まれ、自らの体も毛糸にされてしまった。そのため、吸い込みやホバリングを使おうとすると空気が抜けてしまう。アミーボがバラバラにした世界を救うため、毛糸の国で出会ったフラッフと一緒に冒険をすることになる。
フラッフ（声：中村知子）
今作の仲間キャラクターで、毛糸の国の王子。バラバラになった世界を救うための旅に出ようとした時、カービィに救われ助けを求める。「魔法の毛糸」を探し、大陸を繋げることが旅の目的。2人協力プレイでは2P操作キャラクターとなる。最初のステージ「キルトのまち」に自らの城（「フラッフのおしろ」）を構えている。なおこの城は本作のチュートリアル部分を担っている。
体型はカービィと同じ球体だが、体色は水色で頭部に王冠、顔には眉が付いている。これはカービィに合わせてデザインしたものではなく製作元のグッド・フィールが完全オリジナルで作ったもので、本作の元となる『毛糸のフラッフ』での製作過程において、毛糸での表現のしやすさを重要視した結果、キャラクターデザインが極力シンプルになったからである。1ボタンによるアクション時のボイスの数はカービィと違い、二通りのみ。
エンジィ
天使のような羽をもったお助けキャラ。ゲーム中にカービィが穴などに落ちたときステージに連れ戻してくれる。また、2人協力プレイ時には、キャラクターをつかんでスクロールについて行ってくれたりもする。
デデデ大王
自由気ままなプププランドの自称大王でデデデ城の主。今回はワドルディに宝物の整理を命じた際、アミーボ・アモーレが作った偽者のワドルディに捕まり、マリオネットのように操られ、敵キャラとして登場。倒すと正気に戻る。なお本作の彼はアニメ版のように語尾に「～ぞい」とつける。
メタナイト
プププランドに住む、凄腕の剣士。エクストラステージには彼の所持する戦艦ハルバードのステージもある。戦艦ハルバードからプププランドの異変に気付くが、不意を突かれてアミーボ・アモーレの最後の被害者になり毛糸の世界へ送られる。剣に操られるような形で敵キャラとして登場する。素早い行動や竜巻攻撃の他に、カービィの毛糸玉を素早い動きで真っ二つにするなど一筋縄ではいかない難易度を見せつける。これまでの作品とは違い、移動は飛行主体で空中からも斬りつけてくるため、攻撃をかわしにくく倒すのに一苦労する。正気に戻ると、カービィにプププランドの異変を伝え帰ってくるように頼む。ラストボス戦の最後ではビッグロボのメタモルリングをカービィに投げ渡す。
アミーボ・アモーレ
メキシカンのような容姿をした毛糸で出来た男。毛糸の国をバラバラにした悪者。自分の「メタモルトマト」を食べたカービィを腹いせに「魔法の靴下」で吸い込み、毛糸や布で出来た世界に連れ込んだ張本人。プププランドをも我が物にしようとしている。語尾に「-でアミーボ」や「-でアモーレ」と付けて陽気な口調だが、性格は狡猾で卑劣。
実は普段の毛糸の姿は「魔法の毛糸で編んだ仮の姿」であり、本体は仮の身体が手にした顔の付いた杖のような1対の編み棒（かぎ針編み）のほう。「アミーボ・アモーレという狡猾な毛糸の男」ではなく、「アミーボとアモーレという生きた編み棒の兄弟」というのが彼らの正体である。

### キルトのまち
ルーム・ウール
フラッフの城の近くに面しているマンションの管理人。自らのマンションに住人が入ってこず困っている。毛糸の国にやってきたカービィに一室を貸し、住人を募らせるよう依頼する。
カーグ・ウール
ルーム・ウールの弟。あるステージクリア後家具屋を営むようになり、ステージでは手に入らない家具を売っている。
ヌーノ・ウール
カーグと同じくルーム・ウールの弟。あるステージクリア後布屋を営むようになり、ステージでは手に入らない布を売っている。
クルリン
マンションの102室に「はなのソファ」と「ひまわりのとけい」を置くと入室してくる。話しかけると制限時間以内にステージ内に隠れた五体のクルリンを探す「かくれんぼ」のミニゲームで遊ぶ事ができる。
ビータン
マンションの201室に「にじのアーチ」と「らくだソファ」を置くと入室してくる。話しかけると制限時間内にステージ内の一定量のビーズを集める「ビーズ集め」のミニゲームで遊ぶ事ができる。
コロン
マンションの202室に「きょうりゅうすべりだい」と「クマのぬいぐるみ」と「パフェタンス」を置くと入室してくる。話しかけると制限時間内にコロンを所定の位置まで運ぶ「おでかけ」のミニゲームで遊ぶ事ができる。
ガッチン
マンションの301号室に「わくわくえんとつ」と「トーテムポール」と「ろてんぶろ」と「かがりび」を置くと入室してくる。話しかけると制限時間内にステージ内の敵キャラを一定の数倒す「しゅぎょう」のミニゲームで遊ぶ事ができる。
フミフミ
マンションの302号室に「ぼうしのソファ」と「メロディウッド」と「くらげライト」と「みらいテレビ」を置くと入室してくる。話しかけるとフミフミよりも先にステージのゴールを目指す「きょうそう」のミニゲームで遊ぶ事ができる。

### 敵キャラ
星のカービィシリーズの登場キャラクター一覧#毛糸のカービィを参照。

### ボスキャラクター
ボスキャラには総じて赤いボタンが付いており、それを引っ張ることでダメージを与えられる。なお、ボタンは普段どこかに隠れており、ひるませるなどして引っ張り出す必要がある。
ドドワン
グラスランドに登場するドラゴンのモンスター。羽ばたいて風を起こし吹き飛ばす、火を噴く、舌を槍のように突き出すといった攻撃をする。
ある程度攻撃を続けると、疲れて赤いボタンが付いた舌を出す。
フェニクロウ
ホットランドに登場するフェニックスのモンスター。溶岩を操ることができる。
赤いボタンは胸の中央部に常に露出しているが、普段は炎によって触れることが出来ない。吐き出す炎や呼び出した部下をぶつけることで炎が鎮火し、赤いボタンを引っ張ることが出来るようになる。
ランプキン
ファンタジーランドに登場するジャックランタンのマジシャン。スロットマシンを回し、出た絵柄に対応した技を使う。
赤いボタンは頭頂部にあるが、普段はシルクハットの中であり、カードをあてたり、直接引っ張ったりしてシルクハットを取り除く必要がある。
イカスタコス
ウォーターランドに登場するクラーケンのモンスター。前座のイカ形態と本番のタコ形態がある。
イカ形態では足をゆっくり動かして攻撃を行う。赤いボタンが露出することは無いが、ボタン付きの毛糸が伸びている。これを引っ張ることで頭の毛糸を解いていく。全て解くと白い体が赤く変色し、タコ形態に移行する。
タコ形態では蛸壺に隠れながら攻撃を仕掛けてくる。時々蛸壺から出てくる部下をぶつけることで、口に赤いボタンが現れる。
デデデだいおう
スノーランドで登場。マリオネットで操られている。
寝転んだ、あるいは倒れたところをプレスすると、糸を引っ張られた衝撃で、上空から赤いボタンが4つ付いたマリオネットの本体が降りてくる。
赤いボタンを全て引っ張り、マリオネット本体を破壊することで催眠が解け、倒したことになる。
メタナイト
スペースランドで登場。アミーボ・アモーレによって操られている状態である。ステージ中央にある顔のマークから、4本の剣を1本ずつ取り出して戦う。
赤いボタンは剣に付いているが、そのままでは引っ張ることはできず、毛糸玉をぶつけて怯ませた後、赤いボタンを引っ張り、剣を破壊する。ただし、普段は毛糸球をぶつけようとしても斬り捨てられてしまうため、攻撃後の隙を突く必要がある。
4本の剣を全て破壊することで催眠が解け、倒したことになる。
アミーボ・アモーレ
本作のラストボス。ドドワンやイカスタコスといったかつてのボス敵を作り出したり、各種ザコ敵を呼び出してカービィを攻撃する。アミーボ・アモーレには赤いボタンが付いておらず、毛糸玉を当てたあとに、目玉となるボタンを引っ張って吹っ飛ばすことでダメージを与えることが出来る。
第二戦では倒された後に残った2本の編み棒がアミーボ・ロボを作り出し、こちらもメタナイトが持ち込んできたメタモルリングでビッグロボへ変身して戦う。

#### 中ボス
ウィスピーウッズ
ウィスピーのもり（プププランド）に登場する木のボス。
クラッコ
モクモクのきゅうでん（プププランド）に登場する雲のボス。ステージの途中にも邪魔をしに来る。
スペースクラッコ
ワッカせいうん（スペースランド）に登場する宇宙から来たクラッコの親戚。たくさんの隕石を撃ちだす。

## コレクション&ミッション
『フラッフのおしろ』をクリアすると、キルトのまちにあるマンションの1室が自分の部屋として使えるようになる。ここでは自分がこれまで入手した家具や壁紙を配置する事が出来る。家具は複製可能な上、持っている布で仕立て直すことも出来る。部屋の写真を10枚まで保存する事が出来、写真はWii伝言板に送ることも出来る。
他の空き部屋には指定された家具を置く事で新たな住人が引っ越してくる。また、ルーム・ウールが要求するビーズを支払うと、二部屋ずつ2回増築出来る。引っ越してきた住人はクリアしたステージを使ったミッションを出題し、それをクリアするともようがえアイテムをくれる他、ステージをクリアする度にたまにカービィの部屋を訪れてアイテムをくれる。

## 備考
Wii用の『星のカービィ』シリーズとしては本作以前から『星のカービィWii（仮称）』が発表されていたが、E3 2010で本作が発表された時に発売予定から消えた。なお、2011年10月27日に発売された『星のカービィ Wii』は新たに開発されたものであるが、一部に開発中止作品の要素を含んでいる。
CMはプレイ動画を見せている通常版に加えて、お笑いコンビのはんにゃが出演しているバージョンも放映されている。内容は「彼氏と彼女」「上司と部下」など4種類のシチュエーションのコントを行いながら本作をプレイしているもの。
英国のゲーム雑誌「Edge」にて最も容赦ない暴力賞を受賞した。